# Wiental-Autobahn
Die Wiental-Autobahn war ein von den 1950er bis in die 1970er Jahre diskutiertes Projekt einer Wiener Stadtautobahn oder Expressstraße über dem Wienfluss.

## Geschichte
Schon die Kanalisierung des Wienflusses und der Stadtbahnbau durch Otto Wagner sahen eine weitgehende Einwölbung des Flussbettes und eine darüber gelegte Prachtstraße aus dem Zentrum Wiens bis Schönbrunn vor. Dieser Prunkboulevard, an den noch einige Luxuszinshäuser im Bereich des Naschmarktes erinnern, kam infolge des Ersten Weltkriegs und der danach eingetretenen Verarmung und Stagnation Wiens nicht zustande. Schon 1937 vertrat aber Alfred Fetzmann die Idee einer Verkehrsstraße im Wienflussbett. Ab den 1950er Jahren  wurde das Projekt einer Stadtautobahn im Wienflussbereich vor allem von motorisierungsfreundlichen Medien  verfochten, so von den Zeitungen Die Presse (13. Juni 1954: „mit 80 Stundenkilometer über die Wien hinweg“) oder Neues Österreich (in einer Stadtplanungs-Serie vom 16. bis 23. Dezember 1958). Unter anderem gab es Pläne für eine kleeblattförmige Verknüpfung mit dem Gaudenzdorfer Gürtel.
Innerhalb der Wiener Stadtplanung gab es aber Widerstände gegen den Ausbau von Stadtautobahnen, speziell im Kernbereich Wiens (so das Neue Österreich vom 18. Februar 1961), präferiert wurden Einbahnsysteme und Grüne Welle (letztere ab 1962 in Wien erfolgreich eingeführt). Dafür waren auch Kostengründe maßgeblich: Bautenstadtrat Leopold Thaller hatte schon 1958 bezüglich der Wiener Westeinfahrt ins Zentrum ausgeführt, dass von den drei möglichen Varianten Straße im Wienflussbett, Straße über dem Wienflussbett und Einbahnstraßen links und rechts vom Wienflussbett die letztgenannte die billigste sei. Auf dieser Basis wurde letztlich auch die Wiener Westeinfahrt erfolgreich organisiert, und Bürgermeister Felix Slavik erteilte der Wiental-Autobahn  ebenso wie der Donaukanal-Autobahn 1972 eine offizielle Absage. Die Wiental-Autobahn blieb ungebautes Wien.
In den 1970er und 1980er Jahren plante man eine früh von der Westeinfahrt abzweigende Verlängerung und Ausbau der Flötzersteig Straße als zweite Stadteinfahrt bis zum Gürtel.